# Hypothyris callanga
Hypothyris callanga är en fjärilsart som beskrevs av Richard Haensch 1905. Hypothyris callanga ingår i släktet Hypothyris och familjen praktfjärilar. Inga underarter finns listade i Catalogue of Life.